# Indische Frauen-Cricket-Nationalmannschaft in Australien in der Saison 2024/25
Die Tour der indischen Cricket-Nationalmannschaft nach Australien in der Saison 2024/25 fand vom 5. bis zum 11. Dezember 2024 statt. Die internationale Cricket-Tour war Bestandteil der Internationalen Cricket-Saison 2024/25 und umfasste drei WODIs, die Teil der ICC Women’s Championship 2022–2025 waren. Australien gewann die Serie mit 3–0.

## Vorgeschichte
Australien spielte zuvor eine Tour in Neuseeland und Indien eine Tour gegen Neuseeland. Das letzte Aufeinandertreffen der beiden Mannschaften bei einer Tour fand in der Saison 2023/24 in Indien statt.

## Stadien
Die folgenden Stadien wurden für die Tour als Austragungsort vorgesehen und wurde am 26. März 2024 bekanntgegeben.
| Stadion            | Stadt    | Kapazität | Spiele       |
| ------------------ | -------- | --------- | ------------ |
| Allan Border Field | Brisbane | 2.500     | 1. & 2. WODI |
| WACA Ground        | Perth    | 20.000    | 3. WODI      |

## Kaderlisten
Indien benannte seinen Kader am 19. November 2024.
Australien benannte seinen Kader am 23. November 2024.
| WODI | WODI |
| Australien | Indien |
| --- | --- |
| - Tahlia McGrath (K) - Ashleigh Gardner (VK) - Darcie Brown - Kim Garth - Alana King - Phoebe Litchfield - Sophie Molineux - Beth Mooney - Ellyse Perry - Megan Schutt - Annabel Sutherland - Georgia Voll - Georgia Wareham | - Harmanpreet Kaur (K) - Smriti Mandhana (VK) - Yastika Bhatia (wk) - Uma Chetry (wk) - Harleen Deol - Richa Ghosh (wk) - Tejal Hasabnis - Minnu Mani - Priya Mishra - Priya Punia - Arundhati Reddy - Jemimah Rodrigues - Titas Sadhu - Deepti Sharma - Saima Thakor - Renuka Singh - Radha Yadav |

## Women’s One-Day Internationals

### Erstes WODI in Brisbane
| 5. Dezember Scorecard | Brisbane (ABF) | Indien 100 (34.2)                | – | Australien 102-5 (16.2) |
|                       |                | Australien gewinnt mit 5 Wickets |   |                         |

Indien gewann den Münzwurf und entschied sich als Schlagmannschaft zu beginnen. Nachdem sie die beiden eröffnungs-Batterinnen verloren hatten, bildeten Harleen Deol und Hermanpreet Kaur für Indien eine Partnerschaft. Deol gelangen 19 Runs und wurde gefolgt durch Jemimah Rodrigues. Kaur schied nach 17 Runs aus, woraufhin Richa Ghosh aufs Feld kam. Nachdem Rodrigues 23 und Ghosh 14 Runs erzielten, konnte sich keine weitere Batterin etablieren und die Vorgabe stand bei 101 Runs, als das letzte Wicket fiel. Beste australische Bowlerin war Megan Schutt mit 5 Wickets für 19 Runs. für Australien etablierten sich die Eröffnungs-Batterinnen Phoebe Litchfield und Georgia Voll. Litchfield erreichte 35 Runs, während Voll im 17. Over die Vorgabe nach 46* Runs einholen konnte. Beste indische Bowlerin war Renuka Singh mit 3 Wickets für 45 Runs. Als Spielerin des Spiels wurde Megan Schutt ausgezeichnet.

### Zweites WODI in Brisbane
| 8. Dezember Scorecard | Brisbane (ABF) | Australien 371-8 (50)           | – | Indien 249 (44.5) |
|                       |                | Australien gewinnt mit 122 Runs |   |                   |

Australien gewann den Münzwurf und entschied sich als Schlagmannschaft zu beginnen. Für sie bildeten die Eröffnungs-Batterinnen Phoebe Litchfield und Georgia Voll eine Partnerschaft. Litchfield gelang ein Fifty über 60 Runs, woraufhin Ellyse Perry ins Spiel kam. Voll erzielte ein Century über 101 Runs aus 87 Bällen. Ihr folgte Beth Mooney und nachdem Perry ein Century über 105 Runs aus 75 Bällen beisteuerte, kam Tahlia McGrath aufs Feld. Mooney verlor ihr Wicket nach einem Fifty über 56 Runs, und McGrath erhöhte mit ihren 20* Runs die Vorgabe für Indien auf 372 Runs. Beste indische Bowlerin ist Saima Thakor mit 3 Wickets für 62 Runs. Für Indien formte Eröffnungs-Batterin Richa Ghosh eine Partnerschaft zusammen mit der dritten Schlagfrau Harleen Deol Deol erzielte 12 Runs und wurde ersetzt durch Harmanpreet Kaur. Ghosh verlor ihr Wicket nach einem Fifty über 54 Runs, woraufhin Jemimah Rodrigues ins Spiel kam. Kaur gelangen 38 Runs und der hineinkommenden Deepti Sharma 10 Runs, bevor Minnu Mani ins Spiel kam. Rodrigues schied nach 43 Runs aus und Mani erreichte 46* Runs, bevor das letzte Wicket fiel, wa jedoch nicht ausreichte um die Vorgabe zu gefährden. Beste australische Bowlerin war Annabel Sutherland mit 4 Wickets für 39 Runs. Als Spielerin des Spiels wurde Ellyse Perry ausgezeichnet.

### Drittes WODI in Perth
| 11. Dezember Scorecard | Perth (WACA) | Australien 298-6 (50)          | – | Indien 215 (45.1) |
|                        |              | Australien gewinnt mit 83 Runs |   |                   |

Indien gewann den Münzwurf und entschied sich als Feldmannschaft zu beginnen. Für Australien bildeten die Eröffnungs-Batterinnen Phoebe Litchfield und Georgia Voll eine Partnerschaft. Voll erreichte 26 Runs und Litchfield die kurze Zeit später ausschied 25 Runs. Nachdem Beth Mooney 10 Runs erzielt hatte, folgte eine Partnerschaft zwischen Annabel Sutherland und Ashleigh Gardner. Gardner gelang ein Fifty über 50 Runs und wurde durch Tahlia McGrath ersetzt. Sutherland verlor ihr Wicket nach einem century über 110 Runs aus 95 Bällen, während McGrath das innings mit einem ungeschlagenen Fifty über 56* Runs beendete und so die Vorgabe auf 299 Runs erhöhte. Beste indische Bowlerin war Arundhati Reddy mit 4 Wickets für 26 Runs. Für Indien formte Eröffnungs-Batterin Smriti Mandhana zusammen mit der dritten Schlagfrau Harleen Deol eine Partnerschaft. Deol erreichte 39 Run und die ihr folgende Harmanpreet Kaur 12 Runs. Nachdem Jemimah Rodrigues ins Spiel gekommen war, verlor Mandhana ihr Wicket nach einem Century über 105 Run aus 109 Bällen. Rodrigues erreichte 16 Runs, jedoch gelang es den verbliebenen Batterinen nicht die Vorgabe einzuholen. Beste australische Bowlerin war Ashleigh Gardner mit 5 Wickets für 30 Runs. Als Spielerin des Spiels wurde Annabel Sutherland ausgezeichnet.

## Auszeichnungen

### Player of the Series
Als Player of the Series wurden der folgende Spieler ausgezeichnet.
| Serie | Player of the Series |
| ----- | -------------------- |
| WODI  | Annabel Sutherland   |

### Player of the Match
Als Player of the Match wurden die folgenden Spielerinnen ausgezeichnet.
| Spiel   | Player of the Match |
| ------- | ------------------- |
| 1. WODI | Megan Schutt        |
| 2. WODI | Ellyse Perry        |
| 3. WODI | Annabel Sutherland  |

## Statistiken
Die folgenden Cricketstatistiken wurden bei dieser Tour erzielt.
| Tests              | Tests      | Tests   | Tests   | Tests   | Tests   | Tests   | Tests   | Tests   |
| Batting            | Batting    | Batting | Batting | Batting | Batting | Batting | Batting | Batting |
| Spieler            | Mannschaft | Spiele  | Innings | Runs    | Average | HS      | 100s    | 50s     |
| ------------------ | ---------- | ------- | ------- | ------- | ------- | ------- | ------- | ------- |
| Georgia Voll       | Australien | 3       | 3       | 173     | 86,50   | 101     | 1       | 0       |
| Smriti Mandhana    | Indien     | 3       | 3       | 122     | 40,66   | 105     | 1       | 0       |
| Annabel Sutherland | Australien | 3       | 3       | 122     | 40,66   | 110     | 1       | 0       |
| Phoebe Litchfield  | Australien | 3       | 3       | 120     | 40,00   | 60      | 0       | 1       |
| Ellyse Perry       | Australien | 3       | 3       | 110     | 36.66   | 105     | 1       | 0       |
| Bowling            |            |         |         |         |         |         |         |         |
| Spieler            | Mannschaft | Spiele  | Overs   | Wickets | Average | BBI     | 5W      | 10W     |
| Megan Schutt       | Australien | 3       | 20.2    | 8       | 10,00   | 5/19    | 1       | 0       |
| Ashleigh Gardner   | Australien | 3       | 25.0    | 7       | 13,00   | 5/30    | 1       | 0       |
| Annabel Sutherland | Australien | 3       | 22.5    | 6       | 14,33   | 4/39    | 0       | 0       |
| Arundhati Reddy    | Indien     | 1       | 10.0    | 4       | 6,50    | 4/26    | 0       | 0       |
| Alana King         | Australien | 3       | 13.1    | 4       | 17,50   | 2/27    | 0       | 0       |
| Renuka Singh       | Indien     | 3       | 27.0    | 4       | 44,25   | 3/45    | 0       | 0       |